# Odenca
Odenca je potok, ki se zahodno od naselja Rogatec kot desni pritok izliva v reko Sotlo, mejno reko med Slovenijo in Hrvaško. 